# Mimmi Bæivi
Mimmi Bæivi, född den 10 juni 1950 i Sørøysund, är en norsk politiker som representerar Arbeiderpartiet. Hon valdes till Stortinget 1993 och återvaldes en gång. Hon har även varit lokalpolitiker i Sørøysund 1979-1983, där hon även var borgmästare 1987-1991.